# 恩达厅
恩达厅，清朝时设置的一个厅。
宣统元年（1909年）以八宿土司改土归流置，治所即今西藏自治区昌都县俄洛鎮。属昌都府。1912年改为恩达县。 